# Eva Knapp

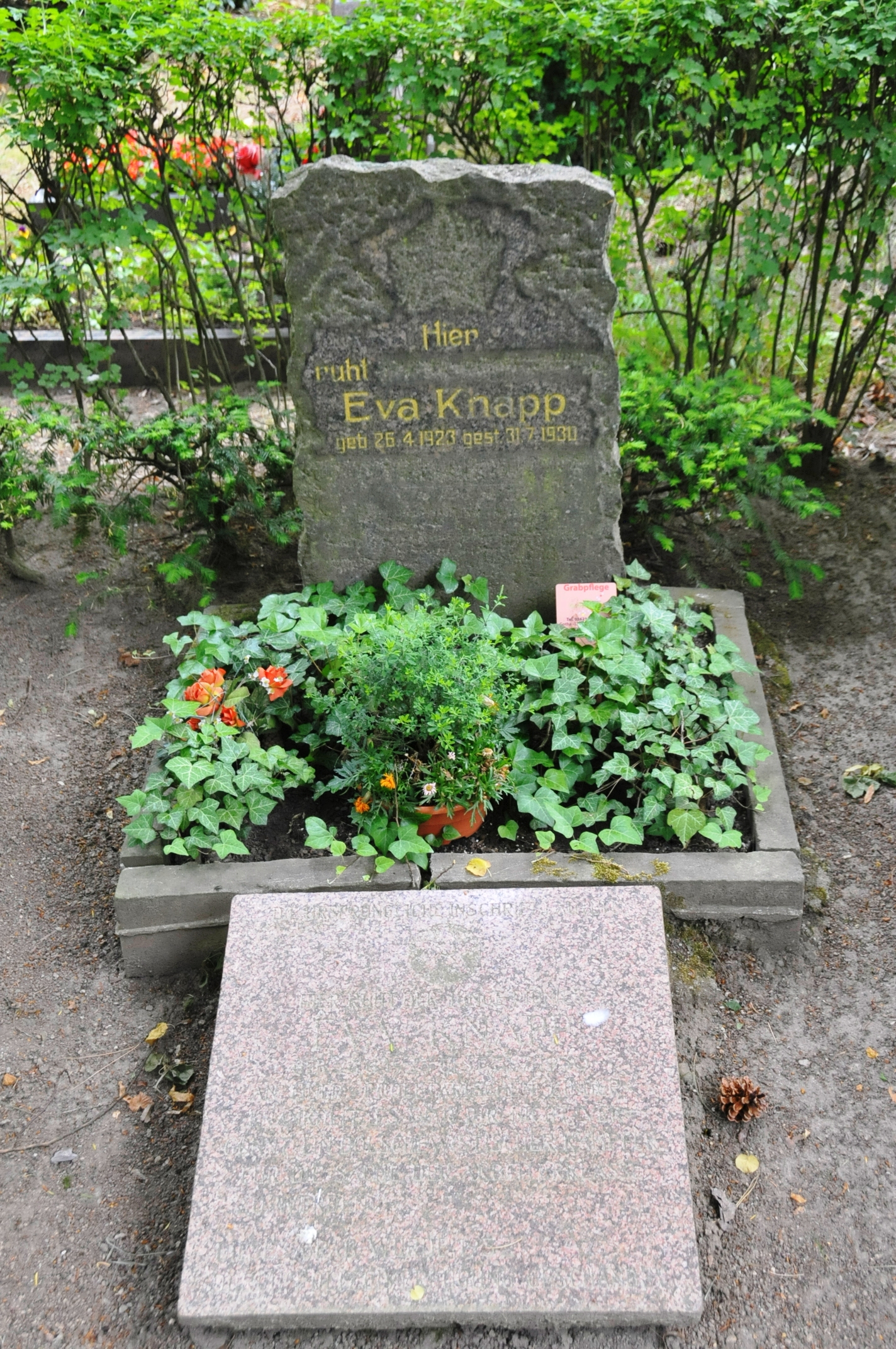
Grabstein von Eva Knapp auf dem Hauptfriedhof Gotha

Eva Knapp (* 25. April 1923; † 31. Juli 1930, vermutlich in Gotha) war ein Arbeiterkind, das wegen fehlender finanzieller Mittel für eine ausreichende medizinische Behandlung schon im Alter von sieben Jahren sterben musste. Die Lebensgeschichte von Eva Knapp gilt als Mahnung, dass sich ein solches Schicksal nicht wiederhole.
Eva Knapp erkrankte wie auch andere Kinder in ihrer Umgebung an Tuberkulose. Die Familie konnte das nötige Geld für eine medizinische Behandlung nicht aufbringen. Zudem steckte die erfolgreiche Bekämpfung dieser Krankheit damals noch in den Anfangsjahren.  
Betrachtet man den Grabstein genauer, so stellt man ausradierte Eintragungen fest: Hier wird das Schicksal des unschuldigen Kindes sichtbar, das zum Spielball gegensätzlicher Ideologien wurde. Ursprünglich war ein Sowjetstern oben auf ihrem Grabstein. Zudem stand auf dem Grabstein, dass sie ein Junger Pionier gewesen sei und an den Folgen einer proletarischen Krankheit ums Leben gekommen sei und dass sie kein bolschewistischer Kämpfer für die Sache der Arbeiterklasse werden konnte. Die Weigerung der Eltern, diese Inschrift zu ändern, bedeutete die Androhung einer Gefängnis- und Geldstrafe. Viele Menschen empfanden die Inschrift als öffentliches Ärgernis. Letztlich entfernte die Polizei den Sowjetstern und den Text vom Grabstein. So steht er heute noch als Mahnmal auf dem Hauptfriedhof Gotha.